# Protoceratops
Protoceratops ("Första hornansiktet") är ett släkte växtätande dinosaurier påträffade i Mongoliet, Asien, där den tros ha levt under Yngre Kritaperioden (Santonian-Campanian) för omkring 75 milj. år sedan. Protoceratops var en ceratopsie, och tros ha varit nära besläktad med den betydligt större Triceratops från Nordamerika. Protoceratops var ganska liten, och saknade de horn som de större ceratopserna hade. Rikligt med fossil efter Protoceratops antyder att den ändock var mycket framgångsrik. Protoceratops upptäcktes under en expedition ledd av Roy Chapman Andrews, 1922, och har blivit välkänd i böcker och i populärkulturen. Protoceratops tros ha levt samtidigt med många andra sorters dinosaurier såsom Saurolophus, Tarbosaurus, Alioramus, Oviraptor och Shuvuuia. Protoceratops kan ha utgjort föda för vissa andra dinosaurier, såsom Dromaeosaridern Velociraptor. I Gobiöknen har man hittat ett fossil av en Protoceratops som begravts under en strid med en Velociraptor.

## Beskrivning

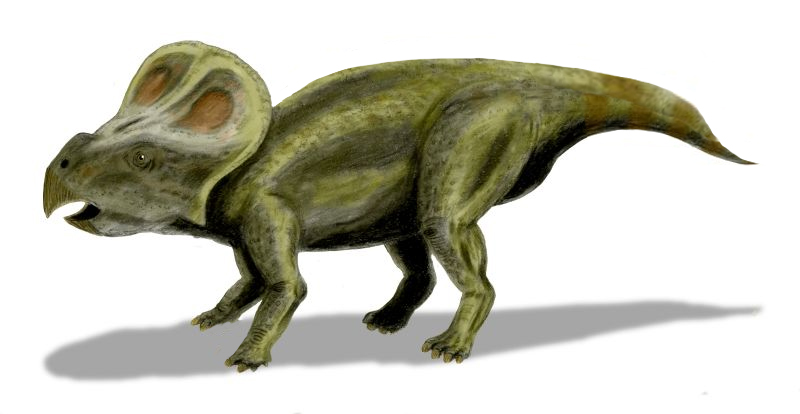
Illustration av Protoceratops.

Protoceratops var ett fyrfotat djur, ganska lik de mer välkända ceratopsiderna, såsom Triceratops, Centrosaurus och Styracosaurus, men var mycket mindre; den mätte knappt 1,8 - 2 meter från nos till svansspets, och hade ungefär samma kroppsstorlek som en tamgris eller ett får. Frambenen var ungefär 30% kortare än bakbenen, vilket kan ha gett Protoceratops ett framtungt intryck, när den höll huvudet nära marken. Protoceratops hade en proportionerligt stor skalle. Munnen var utformad till en kraftig, näbb, som liknade en papegoja. Backhuvudet växte ut till en rundad krage av bencsom täckte nacken, ett karaktärsdrag för flera typer av ceratopsier. Vad protoceratops använde kragen till är inte säkert; några har föreslagit att den fäste kraftiga bitmuskler, men andra menar att den tunna kragen snarare var syftad för uppvisning.
Det finns belägg för att Protoceratops hade könsdimorfism i fråga om skallen och grovheten i kroppen, vilket skulle vara den första möjliga observationen av detta hos dinosaurier. Men det har också föreslagits att det endast rör sig om individuella variationer.

## Fossil
Fossil efter Protoceratops har påträffats i Djadokhta Formation och Minhe Formation och Gobiöknen. Många av skeletten är av olika åldersgrupper, även ungar, vilket också gjort att forskarna kan lära sig om hur Protoceratops växtkurva såg ut. På en plats har man hittat 15 stycken ungar (var och en cirka 20 cm. lång), samlade tillsammans. Man har också hittat ett 80-tal skallar från släktet

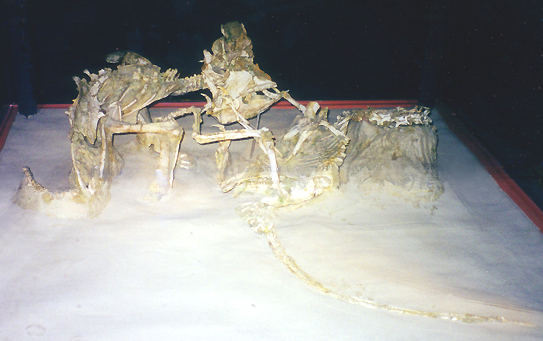
Fossilet av Protoceratops i strid med Velociraptor, hittat i Gobiöknen 1971.

1971 beskrev Barsbold och Kielan-Jaworowoska ett extraordinärt fossil av en Protoceratops i strid med en Velociraptor. De hade hittats under en expedition med forskare från Mongoliet och Polen. Velociraptor ligger på sidan, med ena frambenet håller om Protoceratops huvud, och med ena fotens klor mot Protoceratops hals. Protoceratops ligger på knä med ryggen krökt bort från Velociraptor, och håller Velociraptors högra handled i munnen. Detta ovanliga fossil har blivit känt som "Fighting dinosaurs".

### Ägg
Protoceratops beskrivs ibland som en av de dinosaurier man har hittat ägg från. Det har dock varit omdiskuterat om de fossiliserade ägg man tillskrivit Protoceratops verkligen hör till detta släkte. Man har inte identifierat några embryon av Protoceratops i några av dem, och därmed kan man inte heller veta från vilket djur de kommer.
Ett fall då man tagit miste på fossila ägg var vid upptäckten av Protoceratops 1922, då Roy C. Andrews med forskargrupp hittade ett bo med ägg i närheten av en plats där man hittat fossil av Protoceratops. Man antog att äggen tillhörde Protoceratops, eftersom fynden låg i närheten av varandra. Bland äggen hittade man också ett skelett efter en dittills okänd, fågelliknande dinosaurie. Eftersom man trodde att den dött i samband med att den försökte plundra ägg ur Protoceratops bo gav man denna dinosaurie namnet Oviraptor philoceratops ("äggrövare som älskar ceratopsier"). Senare har man upptäckt likadana ägg, vilka innehöll embryon som liknade Oviraptor. Således kom de ursprungliga äggen inte från Protoceratops, utan från Oviraptor.

## Taxonomi
Protoceratops tillhörde ceratopsia, en infraordning med fågelhöftade dinosaurier som florerade från slutet av Juraperioden och genom hela krita. Den räknas till Neoceratopsia, och ingick i familj Protoceratopsidae, som även inkluderar Graciliceratops och Magnirostris. Inom släktet Protoceratops har man beskrivit 2 arter, P. andrewsi och P. hellenikorhinus. De skiljde sig från varandra genom att P. hellenikorhinus verkar ha varit något större. Protoceratops har ofta framställts som en förfader till de större Ceratopsiderna, men numera anser forskare att det amerikanska släktet Zuniceratops är en bättre kandidat.